# Europe (Stephen Schlaks)
Europe è l'ottavo album registrato in studio da Stephen Schlaks.
Orchestra diretta e arrangiamenti realizzati da Vince Tempera. La musica è esclusivamente strumentale

## Tracce
1. Europe – 3:15
2. Millions Of Castles – 4:04
3. Italy (Street Of Love) – 3:21
4. Opera Latin – 4:30
5. Tears – 4:20
6. Listen To My Heart – 3:07
7. The Future - Keep It Rolling – 5:45
8. Stories Of The Forest – 5:06
9. Greece (Hold On Tight) – 3:49
10. Europe (Reprise) – 3:23